# Basamis
Basamis (arab. بسامس) – miejscowość w Syrii, w muhafazie Idlib. W 2004 roku liczyła 3638 mieszkańców.